# بهترین مرد (فیلم ۲۰۰۵)
بهترین مرد (به انگلیسی: The Best Man) فیلمی محصول سال ۲۰۰۵ و به کارگردانی استفان شوارتز است. در این فیلم بازیگرانی همچون استوارت توانسند، ایمی اسمارت، ست گرین، کیت اشفیلد، جودی می، آنا چنسلر، بورن گورمن، فیلیپ جکسون، ایمی اسمارت، دیوید اویلوو و جین هاو ایفای نقش کرده‌اند.